# Вайниккала (станция)
«Вайниккала» (Vainikkalan rautatieasema) — железнодорожная станция на территории Финляндии. Находится на железнодорожной линии Санкт-Петербург — Хельсинки. Является пограничной — предыдущая станция, Бусловская, находится на территории России.

## История

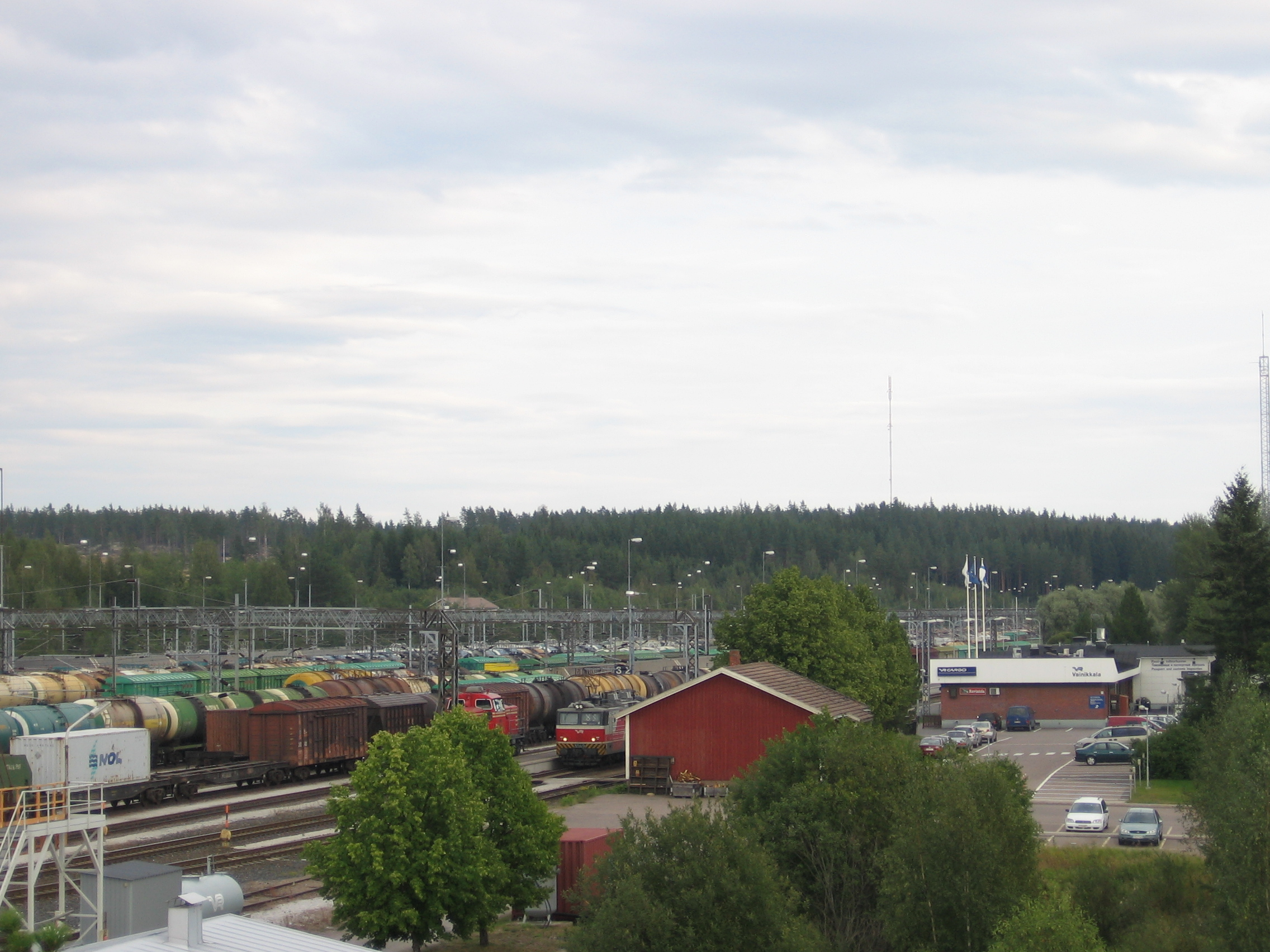
Станция

Станция открыта в 1898 году. Внутреннее пассажирское движение на станции не осуществляется с 1977 года. Ближайший пункт посадки на поезд в сторону Хельсинки находится в Лаппеэнранте.

## Нынешнее состояние
Является пограничной станцией, имеет большое значение для железнодорожного сообщения между Финляндией и Россией. На станции Вайниккала останавливались пассажирские поезда, которые курсировали между Россией и Финляндией — Allegro (Санкт-Петербург — Хельсинки) и «Лев Толстой» (Москва — Хельсинки). На станции осуществлялся пограничный и таможенный контроль. Станция работает с грузовыми составами.
До Бусловской расстояние составляет меньше трёх километров.

## Интересные факты
В 2012 году через станцию транзитом проследовали в общей сложности 483 988 пассажиров.